# Альберт (озеро)
Альбе́рт (фр. Lac Albert, англ. Lake Albert) — озеро в басейні річки Ніл, у тектонічній западині на кордоні Демократичної Республіки Конго і Уганди. В Уганді озеро має назву Ньянца (англ. Nyanza), в Конго (Заїрі) в 1973—1997 роках називалося Мобу́ту-Се́се-Се́ко (фр. Mobutu Sese Seko) на честь президента-диктатора Мобуту.
Площа 5,46 тис. км². Глибина до 58 метрів. Рибальство, судноплавство. Основні порти: Бутіаба, Касеньї.
До озера Альберт впадає річка із системи Білого Нілу — Вікторія-Ніл, що витікає з розташованого на південний схід озера Вікторія через озеро Кйога. А також річка Семлікі, що тече з озера Едуард, розташованого на південний захід.
З північної частини озера продовжується система Білого Нілу. Ділянка від озера і до кордону між Угандою з Південним Суданом (біля міста Німюл — англ. Nimule) відома як Альберт-Ніл, далі відома як Бахр-ель-Джебель (з арабської «Гірська річка»), а від місця впадіння річки Собат (за іншою версією — від озера Но) — Білий Ніл.
Одним із перших, хто почав досліджувати територію навколо озера Альберт, був німецький мандрівник Мехмед Емін-Паша.
У 1864 році англійський мандрівник Семюель Бейкер назвав озеро на честь Альберта Саксен-Кобург-Готського, чоловіка королеви Вікторії. На честь самої королеви названо сусіднє озеро системи Великих Африканських озер — Вікторія.